# Блава
Блава (словац. Blava) — річка на заході Словаччини в Трнавському краї, права притока річки Дудваг .
Довжина річки 47,5 км. Назва річки не стандартизована — у верхній течії річку називають Горна Блава (словац. Horná Blava), в нижній течії один з рукавів річки називають Долна Блава (словац. Dolná Blava).

## Горна Блава
Початок річки знаходиться в Малих Карпатах у Доброводскій улоговині, неподалік від села Добра Вода у Трнавському краї, на висоті близько 250 м над рівнем моря. У верхів'ї річки, на висоті 233 м над рівнем моря, в неї впадає струмок Главіна. Потім, спускаючись нижче, річка приймає такі притоки — струмки Ясеневий (на висоті 224 м над рівнем моря), Планінка (на висоті 216 м над рівнем моря) і Дубницький (на висоті 214 м над рівнем моря). Далі річка витікає на підняту лісисту частину Піддунайської низовини — Піддунайські пагорби, далі тече до урочища Трнавські пагорби. У місці де закінчується лісиста місцевість, протікає через селище Дехтиці. Там на річці є ставок, там же річку перетинає автодорога № 520, і на висоті 176 м над рівнем моря впадає ліва притока — струмок Врбовец і також зліва впадає Дехтицкий канал, а далі починаючи з Дехліце, у напрямку вниз за течією, уздовж правого берега річки, до селища Катловце проходить автодорога № 560. На цій ділянці русло річки помітно розширюється, а потім розділяється на два рукави: лівий тече через Радошовце, а правий через Падеровце. На правому рукаві є ставок, і в цей рукав, на висоті 160 м над рівнем моря, втікає права притока — Дубовський струмок. Неподалік біля Ясловске Богуниці. Обидва рукави зливаються разом, хоча минаючи Ясловске Богуніце, на висоті 153,5 м над рівнем моря, протікаючи вздовж Ясловце, річка протягом 1 км знову складається з двох рукавів, потім річка протікає через Малжениці і досягаючи Бучан, які знаходяться зі сходу русла річки — на її лівобережжі і розділяючись з Долна Блава, що тече на південь, річка повертаючи на схід приймаючи зліва Ваніговський канал, на висоті 136,3 м над рівнем моря зливається з Дудвагом, протікаючи від витоку 38 км.

## Долна Блава
Русло Долна Блави відокремлюється від Горна Блави південніше Бучан. Долна Блава від Бучан тече на південь, і нижче за течією дещо змінює напрямок зміщуючись на північний захід. Протікає через територію громади (муніципалітету) Брестовани: по населеним пунктам Брестовани, Мале Брестовани, Вельке Брестовани, Горне Ловчіце, а потім через Долне Ловчиці, де праворуч в річку втікає канал Раштун, а потім, на висоті 132 м над рівнем моря, втікає Крупський струмок. Далі Долна Блава пересікає автотраса E 75, а нижче за течією на південь від автотраси, на правобережжі річки знаходиться Завар, нижче якого, в районі Кріжован над Дудвагом річка зливається з Дудвагом (Дольний Дудваг).

## Притоки
- Врбовец[3]
- Дубовський потік.[4]
- Ясеньовий потік[5]